# Blanca Luz Brum
Blanca Luz Brun Elizalde (Pan de Azúcar, 31 de mayo de 1905-Santiago, 7 de agosto de 1985), conocida como Blanca Luz Brum, fue una escritora, periodista y poeta uruguaya. 
Más que su obra, es su vida por la que es recordada por la posteridad: escribió poemas, artículos periodísticos, pintó y tuvo actuaciones políticas y pasionales que atravesaron varias gamas del espectro. Formó parte de movimientos latinoamericanos como el de la revista Amauta, liderado por José Carlos Mariátegui en Perú, el de comunistas muralistas mexicanos a partir de su relación amorosa con David Alfaro Siqueiros, el Frente Popular de izquierda que gobernó Chile desde 1937 a 1941, del cual fue una de las organizadoras, y el peronismo de Argentina en cuya creación desempeñó un papel destacado desde la movilización obrera del 17 de octubre de 1945.

## Biografía

### Comienzos
Se casó a los 16 años con el poeta peruano –afincado en Uruguay– Juan Parra del Riego, quien según una leyenda no desmentida, la raptó del convento para casarse con ella. El 16 de noviembre de 1925 nació su hijo Eduardo y el 22 de ese mes, murió de tuberculosis Parra del Riego. 
Viuda a los 20 años, partió hacia Lima para que el niño conociera la tierra y la familia de su padre. Allí, conoció a José Carlos Mariátegui, escribió encendidos artículos en la revista Amauta. Editó una pequeña revista: Guerrilla – Atalaya de la revolución, que publicaba poesía rupturista y de contenido social. 
En 1928, regresó a Montevideo, experiencia que describió en el libro Blanca Luz contra la corriente publicado en 1936: «He nacido en esta ciudad sudamericana, he salido a cantar por todas las calles del universo, he llorado a gritos, he amado a gritos. He peleado y he regresado a esta ciudad sudamericana y todo estaba igual».
Hacia fines de 1928, logró publicar una sección semanal en el diario Justicia del Partido Comunista bajo el título de El arte por la revolución que pregona el deseo de terminar con «el arte por el arte para ponerlo al servicio de la revolución».

### México y Buenos Aires
En mayo de 1929, llegó a Montevideo el muralista mexicano David Alfaro Siqueiros como delegado al Congreso de Sindicalistas. El encuentro entre ambos fue apasionado; Blanca Luz tomó a su hijo Eduardo y partieron con aquel a México, donde se casaron y vivieron tiempos difíciles: la pareja y el pequeño hijo de Blanca Luz permanecieron dos meses presos. Fueron liberados, pero Siqueiros fue encarcelado otros seis meses.
En México, participó de actividades culturales y políticas junto a Diego Rivera, Frida Kahlo, Tina Modotti, Sergéi Eisenstein (que filmaba ¡Que viva México!).
En 1933, la pareja llegó a Montevideo, recibida por Luis Eduardo Pombo, Francisco Pintos, Vicente Basso Maglio, Jesualdo Sosa, Carmelo de Arzadun, Justino Zavala Muniz, entre otros. Cruzaron a Buenos Aires donde fueron recibidos por la intelectualidad porteña, participaron de la peñas literarias en boga y captaron la atención del magnate periodístico Natalio Botana y su esposa, la escritora anarquista Salvadora Medina Onrubia. Botana ofreció a Siqueiros el sótano de su quinta Los Granados en Don Torcuato para trabajar. Allí, Siqueiros realizó una de sus obras más innovadoras: Ejercicio plástico. El mural de Siqueiros es uno de los dos murales que el artista hizo en América Latina. Para su concreción, el mexicano tuvo como colaboradores a los argentinos Antonio Berni, Lino Enea Spilimbergo, Juan Carlos Castagnino y el uruguayo Enrique Lázaro.
La modelo de las figuras femeninas, nereidas y ondinas que pueblan las paredes es Blanca Luz. La permanencia en Don Torcuato culminó en gritos y escándalo debido al romance que sostenía Blanca Luz con Botana. Siqueiros partió a Nueva York y Brum permaneció en Buenos Aires.
En 1941, Botana falleció en un accidente, la familia litigó por las propiedades y el bello Ejercicio plástico quedó a la espera de un fallo judicial que salvase de la destrucción a la mayor obra realizada por Siqueiros fuera de México. Este mural «envolvente» es único, ya que toda la superficie visible en su interior está pintada (techo, paredes y piso).
El mural Ejercicio plástico ha sido restaurado luego de lo cual ha permanecido en un galpón acondicionado en la Plaza Colón. Se lo exhibe en la Aduana Taylor, en el edificio del Museo del Bicentenario, detrás de la Casa de Gobierno de la Argentina. Su emplazamiento ha respetado el entorno original de modo que para verlo se debe ingresar al espacio que reproduce el sótano que Botana tenía en Don Torcuato.

### Chile
En 1935 –a los 30 años–, divorciada de Siqueiros, vivió en el norte de Chile, casada con Jorge Béeche, ingeniero de minas y diputado radical. A fines de 1938 nació su hija María Eugenia. Escribió poemas a sus hijos.
En 1942, se convirtió en la jefa de prensa de su amigo y candidato radical a la presidencia de Chile Juan Antonio Ríos.

### Argentina
A partir de 1943 se relacionó con los sectores sindicales que dieron origen al peronismo en Argentina, se desempeñó como la encargada de prensa de la Secretaría de Trabajo y Previsión a cargo de Juan Domingo Perón. Desempeñó un papel destacado como organizadora y agitadora en la movilización obrera del 17 de octubre de 1945, que liberó a Perón de su detención dispuesta por un golpe de Estado militar y abrió el camino a su triunfo electoral al año siguiente.

### Chile - Isla Robinson Crusoe
Se divorció y se casó de nuevo con un alto ejecutivo de apellido Brunson; nació su hijo Nils, en 1948.  
En marzo de 1957, ayudó al peronista Patricio Kelly a huir de la cárcel de Santiago, disfrazado de monja. Su situación se complicó y se fue a vivir a la Isla Robinson Crusoe.
En 1963 apoyó a Eduardo Frei Montalva en su campaña por la presidencia de Chile.
El triunfo de la Unidad Popular y de Salvador Allende la llenó de miedo y angustia y quiso irse de Chile. Buscó por varios medios que el gobierno de Jorge Pacheco Areco le concediera una representación cultural en alguna embajada.
Luego del golpe de Estado del 11 de septiembre de 1973, viajó desde la Isla a Santiago para marchar frente a La Moneda y donar joyas. Años más tarde, recibió una condecoración de manos de Augusto Pinochet.
Escribió sobre su vida en la isla:
«Huelo la brea y el alquitrán de los veleros, y ya estoy en ella.
Amanezco en la Isla.
De las pequeñas casitas de los pescadores que palpitan en la hondonada y en los faldeos de la isla sube el primer humo de la cocina isleña, se oye también el golpe seco del hacha que parte la leña y algún lejano balido de viejas cabras de Robinson Crusoe.
Un rumor permanente de agua que corre casi debajo de mi almohada y que desde hace siglos viene rodando desde la salvaje cumbre del Yunque, entre siglos de helechos y fósiles antiguos de perfumados sándalos.
Todo aquí es milenario.
Un resto de los seis primeros días del mundo».
Sus dos hijos varones murieron en accidentes automovilísticos: Eduardo Parra del Riego, en Lima, y Nils Brunson, en Santiago de Chile. En esta última ciudad falleció Blanca Luz Brum el 7 de agosto de 1985.
Su nieta Cecilia Brunson, curadora de arte contemporáneo, publicó en México junto a Olivier Debroise Blanca Luz Brum: Amor, me hiciste amarga (2002).

## Obra
- Las llaves ardientes, Uruguay, (1925)
- Levante, Perú, (1928)
- Penitenciaría-Niño Perdido, México, (1931)
- Atmósfera arriba. Veinte poemas, Argentina, (1933)
- Blanca Luz contra la corriente, Chile, (1935)
- Cantos de América del Sur, Chile, (1939)
- Del cancionero de Frutos Rivera, (1943)[7]
- 21 Poetas 21 Pueblos, Argentina, (1945)
- El último Robinson, Chile, (1953)
- En brazos de su pueblo regresa Perón, Argentina, (1972)

## Filmografía
- No viajaré escondida es un documental de Pablo Hernán Zubizarreta que la rescata del olvido. La protagonista es encarnada por Mercedes Morán.[8]

- La novela Falsas memorias: Blanca Luz Brum, de Hugo Achugar, relata la vida de Brum a través de la ficción.[9]